# Карагана
Карага́на (лат. Caragána) — род листопадных кустарников или небольших деревьев семейства Бобовые (Fabaceae). Включает более 100 видов.

## Этимология
Название заимствовано из каз. қараған, которое либо объясняется через қара «чёрный», либо возводится к праалтайскому *gi̯ắru.

## Ботаническое описание
Растение высотой от 20 см до 2—5 (7) метров.
Листья очерёдные или в пучках, парноперистосложные, с 2—10 парами цельных листочков.

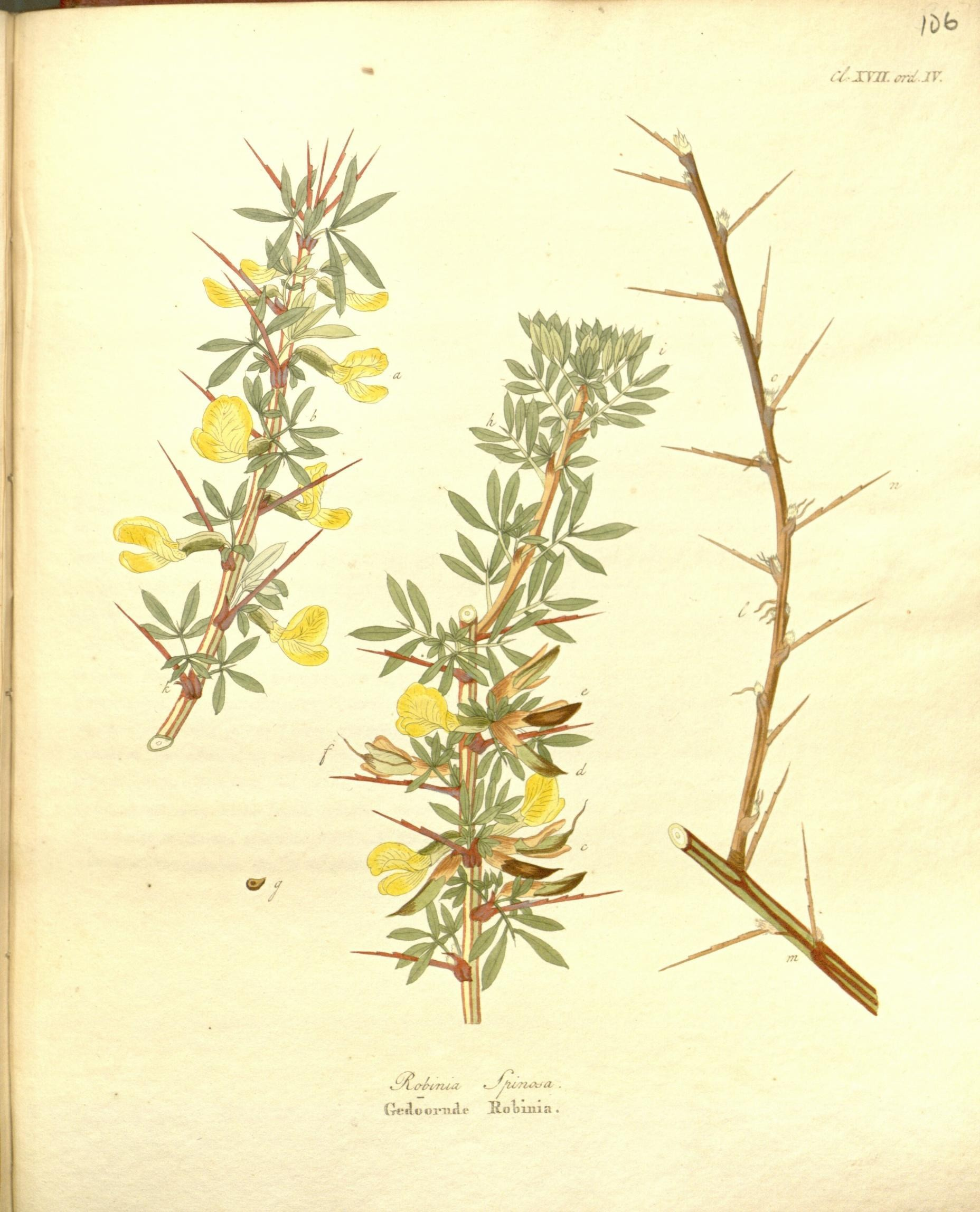
Ботаническая иллюстрация Йогана Карла Краусса из книги Afbeeldingen der fraaiste, meest uitheemsche boomen en heesters… (1802)

Цветки обоеполые, одиночные или в пучках по 2—5, обычно жёлтые или золотисто-жёлтые.
Бобы значительно длиннее чашечки, створки при растрескивании скручиваются.
Растения морозостойки, малотребовательны к почвенным условиям, засухоустойчивы, хорошо переносят условия города. Обогащают почву азотом.

## Распространение
Карагана произрастает в европейской части России, Сибири, Средней Азии, в некоторых штатах США и на Дальнем Востоке. Растёт зарослями в лесной и лесостепной зонах, а также в горах.

## Значение
Виды караганы широко культивируются как декоративные растения и для закрепления склонов. Многие виды являются медоносами. Из коры ранее получали краску.
Известно применение караганы древовидной (Caragana arborescens) в народной медицине.

## Классификация

### Таксономия
Caragana  Lam., 1785, Encycl. 1: 615
Род Карагана относится к подсемейству Мотыльковые (Papilionoideae) семейства Бобовые (Fabaceae) порядка Бобовоцветные (Fabales). Таксономическая схема в соответствии с Системой APG IV по состоянию на декабрь 2023 года:
|  |                                      |  |                                   |                                   |                   |  | ещё 3 семейства | ещё 3 семейства   |                          |  |                                                              |  | еще 523 рода | еще 523 рода |  |
|  |                                      |  |                                   |                                   |                   |  | ещё 3 семейства | ещё 3 семейства   |                          |  |                                                              |  | еще 523 рода | еще 523 рода |  |
|  |                                      |  |                                   | порядок Бобовоцветные             |                   |  |                 |                   | подсемейство Мотыльковые |  |                                                              |  |              |              |  |
|  |                                      |  |                                   | порядок Бобовоцветные             |                   |  |                 |                   | подсемейство Мотыльковые |  | 107 подтвержденных видов и 13 видов, ожидающих подтверждения |  |              |              |  |
|  | отдел Цветковые, или Покрытосеменные |  |                                   |                                   | семейство Бобовые |  |                 |                   | род Карагана             |  |                                                              |  |              |              |  |
|  | отдел Цветковые, или Покрытосеменные |  |                                   |                                   |                   |  |                 |                   |                          |  |                                                              |  |              |              |  |
|  |                                      |  | ещё 63 порядка цветковых растений | ещё 63 порядка цветковых растений |                   |  |                 | еще 5 подсемейств | еще 5 подсемейств        |  |                                                              |  |              |              |  |
|  |                                      |  |                                   | ещё 63 порядка цветковых растений |                   |  |                 |                   | еще 5 подсемейств        |  |                                                              |  |              |              |  |

### Виды
По информации базы данных The Plant List (2013), род включает 90 видов:
- Caragana acanthophylla Kom.
- Caragana aegacanthoides (R.Parker) L.B.Chaudhary & S.K.Srivast.
- Caragana afghanica Kitam.
- Caragana alaica Pojark.
- Caragana alaschanica Grubov
- Caragana alexeenkoi Kamelin
- Caragana aliensis Y.Z.Zhao
- Caragana alpina Y.X.Liou
- Caragana ambigua Stocks
- Caragana arborescens Lam. typus[1] — Карагана древовидная, или Жёлтая акация
- Caragana arcuata Y.X.Liou
- Caragana aurantiaca Koehne
- Caragana balchaschensis (Kom.) Pojark.
- Caragana beefensis S.N.Biswas
- Caragana bicolor Kom.
- Caragana boisii C.K.Schneid.
- Caragana bongardiana (Fisch. & C.A.Mey.) Pojark.
- Caragana brachypoda Pojark.
- Caragana brevifolia Kom.
- Caragana brevispina Benth.
- Caragana bungei Ledeb. — Карагана Бунге
- Caragana buriatica Peschkova
- Caragana camilli-schneideri Kom.
- Caragana campanulata Vassilcz.
- Caragana changduensis Y.X.Liou
- Caragana chinghaiensis Y.X.Liou
- Caragana cinerea (Kom.) N.S.Pavlova
- Caragana conferta Baker
- Caragana crassipina C.Marquand
- Caragana cuneato-alata Y.X.Liou
- Caragana dasyphylla Pojark.
- Caragana decorticans Hemsl.
- Caragana densa Kom.
- Caragana erinacea Kom.
- Caragana franchetiana Kom.
- Caragana frutex (L.) K.Koch — Карагана кустарниковая. Это растение иногда также встречается в литературе под названием Дереза кустарниковая, хотя русским названием «дереза» в ботанической литературе обозначается род растений Lycium семейства Паслёновые
- Caragana fruticosa (Pall.) Besser
- Caragana gerardiana Benth.
- Caragana gobica Sanchir
- Caragana grandiflora (M.Bieb.) DC. — Карагана крупноцветковая
- Caragana jubata (Pall.) Poir. — Карагана гривастая, или Верблюжий хвост
- Caragana kansuensis Pojark.
- Caragana kirghisorum Pojark.
- Caragana korshinskii Kom.
- Caragana kozlowii Kom.
- Caragana laeta Kom.
- Caragana leiocalycina (Hub.-Mor.) Hub.-Mor.
- Caragana leucophloea Pojark.
- Caragana leucospina Kom.
- Caragana leveillei Kom.
- Caragana limprichtii Harms
- Caragana litwinowii Kom. — Карагана Литвинова
- Caragana maimanensis Rech.f.
- Caragana manshurica Kom.
- Caragana microphylla Lam.
- Caragana opulens Kom.
- Caragana pekinensis Kom.
- Caragana pleiophylla (Regel) Pojark.
- Caragana polourensis Franch.
- Caragana polyacantha Royle
- Caragana prestoniae R.J.Moore
- Caragana pruinosa Kom.
- Caragana przewalskii Pojark.
- Caragana pumila Pojark.
- Caragana purdomii Rehder
- Caragana pygmaea (L.) DC.
- Caragana qingheensis Zhao Y.Chang, L.R.Xu & F.C.Shi
- Caragana roborovskyi Kom.
- Caragana rosea Maxim.
- Caragana scythica (Kom.) Pojark. — Карагана скифская
- Caragana sericea Pamp. ex Kom.
- Caragana shensiensis C.W.Chang
- Caragana sinica (Buc'hoz) Rehder
- Caragana soongorica Grubov
- Caragana sophorifolia Tausch
- Caragana spinifera Kom.
- Caragana spinosa (L.) DC.
- Caragana stenophylla Pojark.
- Caragana stipitata Kom.
- Caragana sukiensis C.K.Schneid.
- Caragana tangutica Kom.
- Caragana tekesiensis Y.Z.Zhao & D.W.Zhou
- Caragana tibetica Kom.
- Caragana tragacanthoides (Pall.) Poir.
- Caragana turfanensis (Krasn.) Kom.
- Caragana turkestanica Kom.
- Caragana ulicina Stocks
- Caragana ussuriensis (Regel) Pojark.
- Caragana versicolor Benth.
- Caragana zahlbruckneri R.C.Schneid.

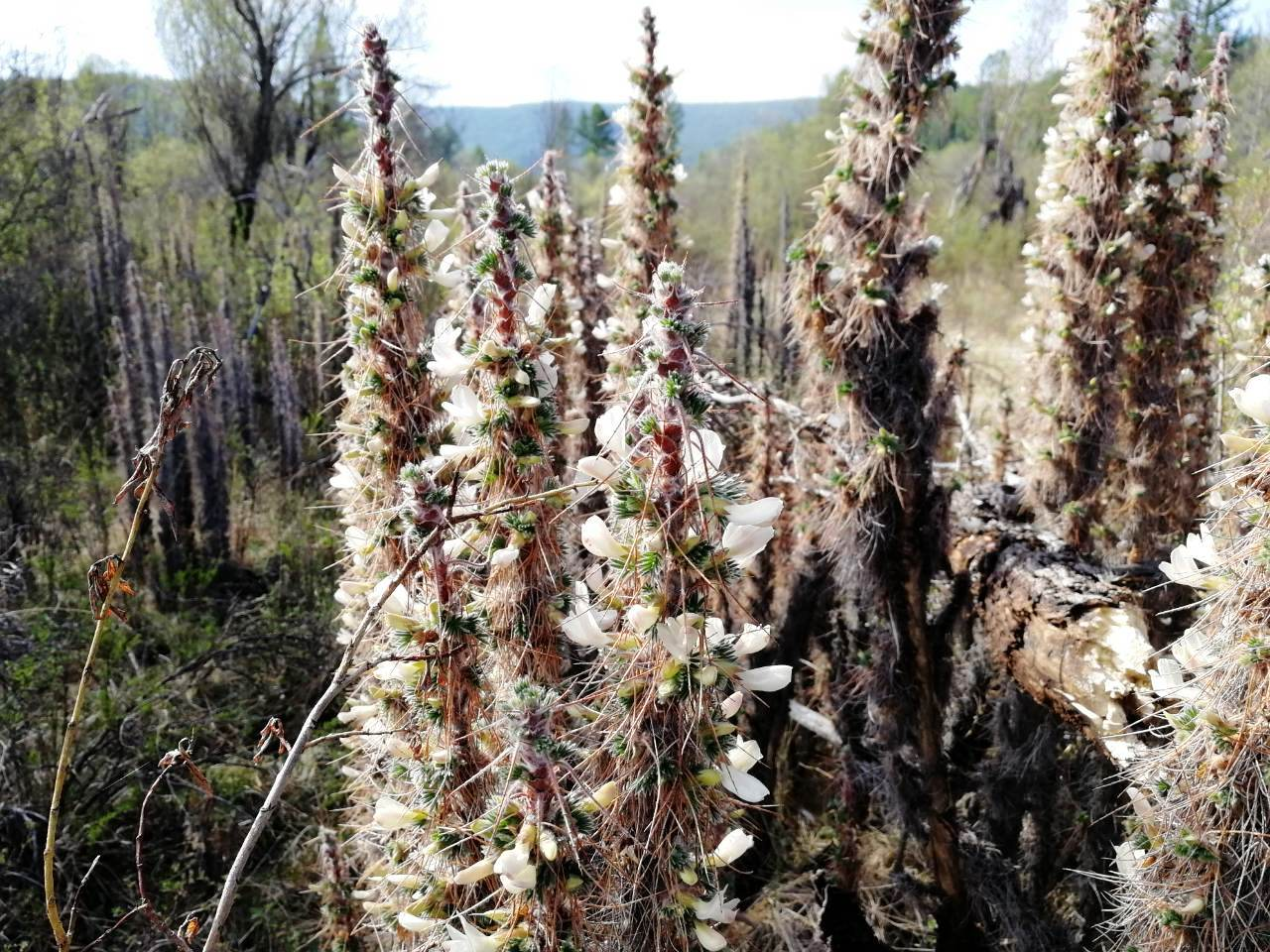
Цветение караганы (верблюжий хвост) на юге Бурятии, Россия

Ещё некоторое число видовых названий этого рода имеет в The Plant List (2013) статус unresolved name, то есть относительно этих названий нельзя однозначно сказать, следует ли их использовать как названия самостоятельных видов — либо их следует свести в синонимику других таксонов.